# Линейные корабли типа Dublin
Линейные корабли типа Dublin — семь линейных кораблей третьего ранга, построенных для Королевского флота сэром Томасом Слейдом. Это были первые корабли третьего ранга, строившиеся не по единому проекту, предписанному уложениями, а по чертежам отдельного типа. Кроме того, корабли типа Dublin были первыми британскими 74-пушечными кораблями, строившимися для Королевского флота. Проект Слейда был утвержден 26 августа 1755 года, когда заказы на первые два корабля были переданы королевской верфи в Дептфорде. Заказанные корабли были на 4,5 фута длиннее, чем предыдущие 70-пушечные корабли, построенные по уложению 1745 года, и строились с дополнительными орудийными портами для четырнадцатой пары 32-фунтовых пушек на нижней орудийной палубе, в отличие от 13 парных у 70-пушечных кораблей. И хотя первоначально корабли были заказаны как 70-пушечные (при этом они были рассчитаны на установку 74 орудий), уже во время строительства они стали официально именоваться 74-пушечными.

## Корабли
- HMS Dublin

Строитель: королевская верфь в Дептфорде

Заказан: 26 августа 1755 года

Заложен: 18 ноября 1755 года

Спущён на воду: 6 мая 1757 года

Закончен: 1 июля 1757 года

Выведен: разобран, 1784 год

- HMS Norfolk

Строитель: королевская верфь в Дептфорде

Заказан: 26 августа 1755 года

Заложен: 18 ноября 1755 года

Спущён на воду: 28 декабря 1757 года

Закончен: 23 февраля 1758 года

Выведен: разобран, 1774 год

- HMS Shrewsbury

Строитель: Уэллс, Дептфорд

Заказан: 28 октября 1755 года

Заложен: 14 января 1756 года

Спущён на воду: 23 февраля 1758 года

Закончен: 2 мая 1758 года

Выведен: затоплен, 1783 год

- HMS Lenox

Строитель: королевская верфь в Чатеме

Заказан: 28 октября 1755 года

Заложен: 8 апреля 1756 года

Спущён на воду: 25 февраля 1758 года

Закончен: 26 мая 1758 года

Выведен: затоплен как волнорез в 1784 году; в 1789 поднят и разобран

- HMS Mars

Строитель: королевская верфь в Вулвиче

Заказан: 28 октября 1755 года

Заложен: 1 мая 1756 года

Спущён на воду: 15 марта 1759 года

Закончен: 12 апреля 1759 года

Выведен: продан на слом, 1784 год

- HMS Warspite

Строитель: Томас Уэст, Дептфорд

Заказан: ноябрь 1755 года

Заложен: 18 ноября 1755 года

Спущён на воду: 8 апреля 1758 года

Закончен: 27 июля 1758 года

Выведен: разобран, 1801 год

- HMS Resolution

Строитель: Генри Берд, Нортам

Заказан: 24 ноября 1755 года

Заложен: декабрь 1755 года

Спущён на воду: 14 декабря 1758 года

Закончен: 23 марта 1759 года

Выведен: сел на мель, 1759 год